# پیرمحمد ثانی
پیرمحمد ثانی از خوشنویسان صاحب‌نام سدهٔ دهم هجری در خط ثلث و نسخ است.
مولف کتاب گلستان هنر پیرمحمد ثانی را از جمله خوشنویسان خط ثلث می‌داند و اکثر کتیبه‌های مساجد و مدارس شیراز در ۹۲۰ ه‍.ق را از آثار او می‌داند. در قرآنی مربوط به ۹۳۰ ه‍.ق نام خود را «پیرمحمد ثانی» رقم زده است.
در کتاب «آثار و احوال خوشنویسان» از سه خوشنویس با نام «پیرمحمد» یاد شده است.